# Georgi Christakiev
Georgi Christakiev (Bulgaars: Георги Христакиев) (Stara Zagora, 28 juni 1944 - aldaar, 4 april 2016) was een Bulgaars voetballer. Hij heeft gespeeld bij Beroe Stara Zagora, FK Tsjepinets Velingrad, Spartak Plovdiv, FK Lokomtoriv 1929 Sofia, Slavia Sofia en Lokomotiv Plovdiv.

## Loopbaan
Christakiev kwam tussen 1967 en 1974 veertien keer uit voor het Bulgaars voetbalelftal. Hij maakte deel uit van de selectie voor het voetbaltoernooi op de Olympische Zomerspelen 1968, waar Bulgarije een zilveren medaille won.
Christakiev overleed op 4 april 2016

## Erelijst
- Olympische spelen : 1968 (zilver)